# Józefów (powiat lipski)
Józefów – wieś sołecka w Polsce położona w województwie mazowieckim, w powiecie lipskim, w gminie Lipsko.
| SIMC    | Nazwa    | Rodzaj    |
| ------- | -------- | --------- |
| 0628141 | Kopaniny | część wsi |

W latach 1975–1998 miejscowość należała administracyjnie do województwa radomskiego.
Wierni Kościoła rzymskokatolickiego należą do parafii św. Teresy od Dzieciątka Jezus w Aleksandrowie.